# جورج عدة
جورج عدة (22 سبتمبر 1916 في تونس - 28 سبتمبر 2008 في تونس) هو سياسي ونقابي تونسي.

## الحياة الشخصية
تزوج من جلاديس عدة.